# Dodge
Pour les articles homonymes, voir Dodge (homonymie).
Dodge est un constructeur américain d'automobiles et de poids lourds appartenant depuis 2021 au groupe Stellantis North America. Fondé par les frères Horace et John Dodge en 1914, le constructeur est absorbé par le groupe Chrysler en 1928. Haut de gamme, Dodge a peu à peu évolué vers la conception de voitures à tendance sportive, à l'instar de Pontiac au sein du groupe General Motors. Son logo représentait jusqu'à mai 2010 une tête de bélier avec le slogan « Grab life by the horns », « Prenez la vie par les cornes ». Depuis l'entrée de FIAT au capital du groupe Chrysler LLC, la marque Dodge a été splitée en Dodge pour les voitures de tourisme et RAM pour les pick-ups et fourgons. Suite au rachat du groupe Chrysler par FIAT le 1er juin 2011, la marque Dodge n'est plus vendue en Europe.

## Histoire

### Débuts
Commençant leur carrière professionnelle à la Murphy Engine Company, en 1886, les frères John et Horace Dodge font ensuite fortune dans la production de bicyclettes, à la tête de leur compagnie Evans & Dodge Bicycle Company. En 1901, les deux frères déplacent leur usine de bicyclettes et de machines à Détroit dans le Michigan. Ils y fabriquent des roulements et d'autres pièces pour les premières industries automobiles. Ils aident à la mise au point des moteurs des premières Oldsmobile.
En 1902, les frères Dodge sont approchés par Henry Ford qui cherche de l'aide pour financer sa propre société de fabrication d'automobiles. Les frères Dodge aident donc Ford à financer son entreprise. Ils deviennent les premiers actionnaires et constructeurs des moteurs de la Ford Motor Company. Au moment de la fondation de la Ford Motor Company, Henry Ford donne cinquante actions à chacun des deux frères Dodge. Lorsqu’en 1919, les frères vendent les parts Ford, ils récupérèrent la somme de 25 millions de dollars.

### Dodge Brothers Motor Company

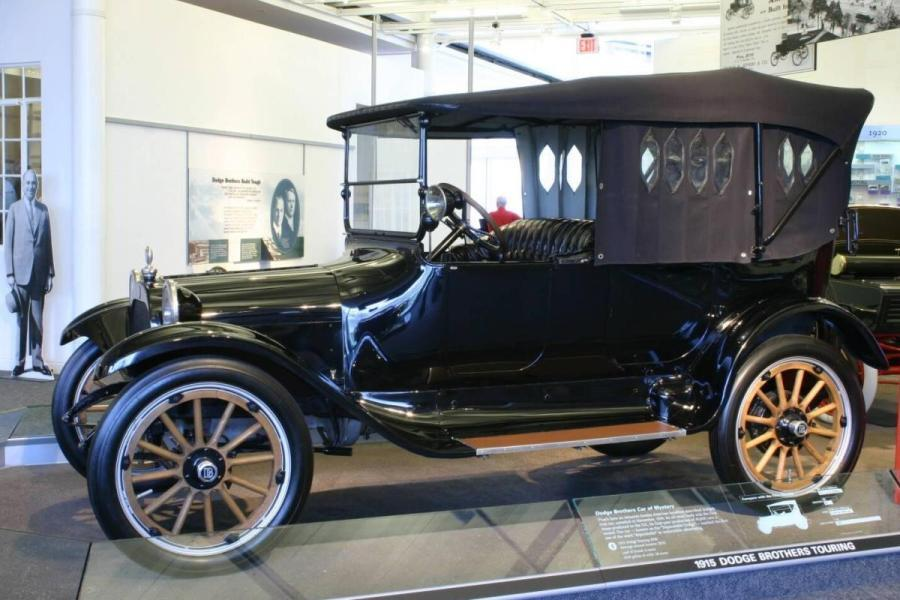
Une des premières automobiles Dodge

En 1914, les frères Dodge décident de créer leur propre marque à leur nom. La firme est ainsi fondée à Hamtramck (Michigan). Les premiers modèles ressemblent à la Ford T décapotable, mais avec quelques innovations comme un démarreur électrique. Fort de leur excellente réputation de motoristes, les commandes affluent et leur première voiture se pose pendant un temps en véritable rivale de la Ford T. Leur slogan est « Fiable ! ». À la fin de 1914, 249 voitures sont construites par la Dodge Brothers Motor Company. Ils en écouleront par la suite des centaines de milliers.
Les automobiles Dodge acquièrent une réputation d'automobiles robustes et fiables. Tout naturellement, l'armée de terre américaine s'y intéresse. Le général Pershing les utilise pour la première fois lors d'une expédition punitive, ordonnée par le président Wilson au début de l'année 1916, à l'encontre des troupes du hors-la-loi mexicain, devenu général, Pancho Villa, après un raid de celles-ci contre la ville américaine de Columbus, au Nouveau-Mexique. Le 14 mai 1916, le lieutenant George Patton, à la tête d'un groupe de dix hommes accompagné de deux guides mexicains dans trois voitures Dodge, ramène au poste de commandement du général Pershing — créant ainsi la sensation en faisant la une des journaux américains — les dépouilles de certains des adjoints de Villa — dont le commandant en second des hommes de celui-ci, le capitaine (mais appelé « général ») Julio Cárdenas — ficelées au garde-boue. En 1917, les deux frères se lancent dans la construction de poids lourds, pour fournir l'armée des États-Unis pendant la Première Guerre mondiale, puis pour des usages civils après la fin des hostilités. Ils appellent leur premier modèle Commercial Car : il s'agit d'un pick-up construit sur un châssis standard avec de larges ouvertures entre les côtés et le toit, qui seront remplacées par des côtés pleins par la suite.

### Mort des frères Dodge

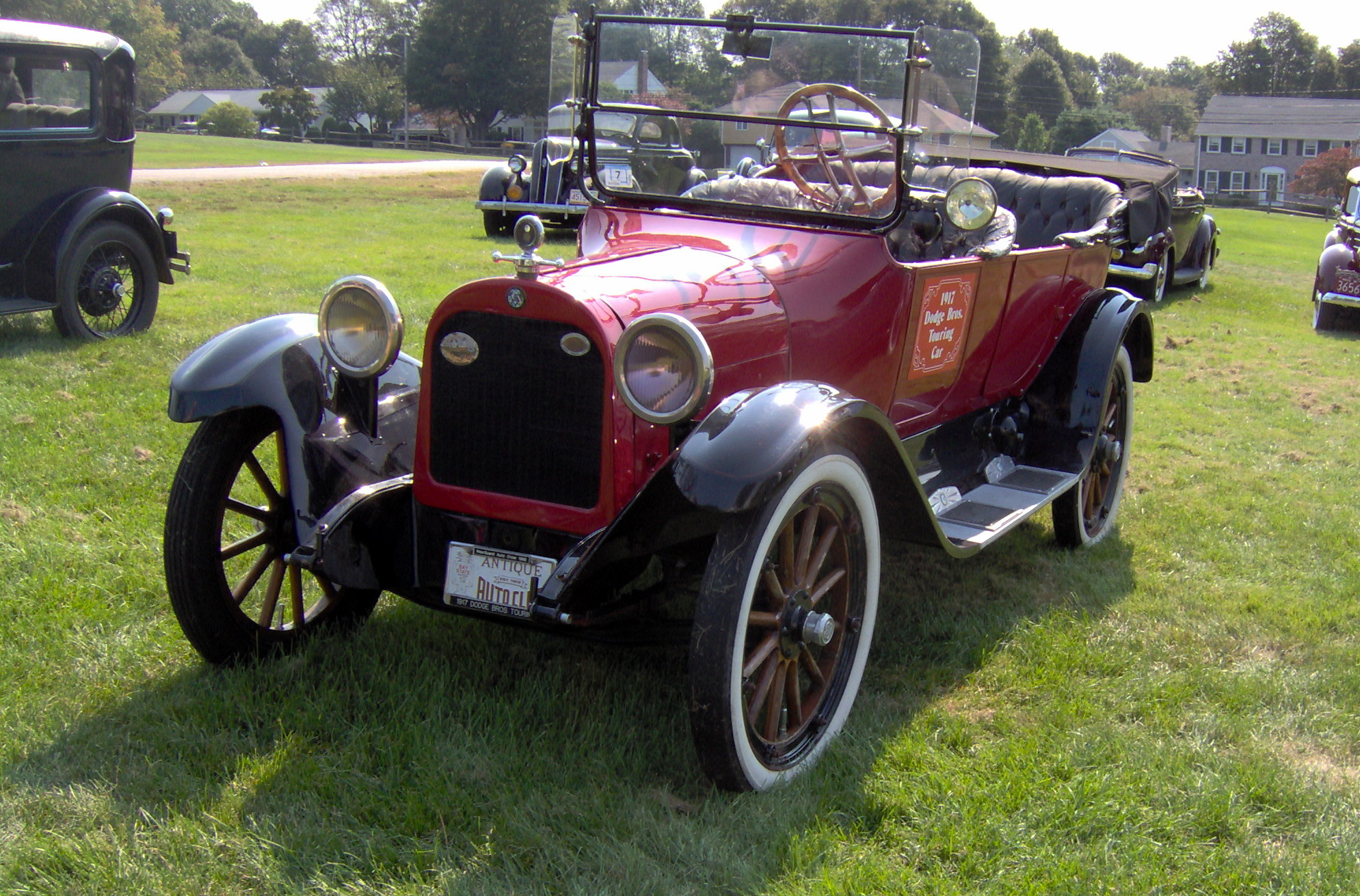
Dodge de 1917.

Cependant, en 1920, alors que Dodge occupe la deuxième place des ventes de voitures aux États-Unis, l'avenir de Dodge bascule du tout au tout. Terrassé par une pneumonie, John décède le 14 janvier, tandis que Horace, inconsolable et dépressif, meurt à son tour en décembre des suites de la grippe et d’une cirrhose. Le troisième constructeur américain de l'époque passe alors sous le contrôle d'un groupe bancaire, en 1925. Cette même année, la société des frères Dodge est rachetée par Dillon, Read & Co. pour 146 millions de dollars, la plus importante transaction financière jamais vue à l'époque. Dillon Read revend ensuite la société à Walter Chrysler le 31 juillet 1928. Le 2 janvier 1929, Chrysler a annoncé que l'insigne Graham avait été abandonné et que Chrysler construisait désormais des camions Dodge Brothers.

### La reprise par FIAT
Dodge fait à présent partie du groupe Chrysler qui est passé sous la houlette du groupe italien FIAT S.p.A. à partir du 30 avril 2009 avant d'être entièrement absorbé par FIAT le 1er juin 2011.
Le groupe Chrysler est incorporé dans le groupe FIAT S.p.A. le 1er janvier 2014 pour former FCA Automobiles.
Depuis le 1er juin 2011, les modèles automobiles de la marque Dodge ne sont plus commercialisés en Europe.

### Camions

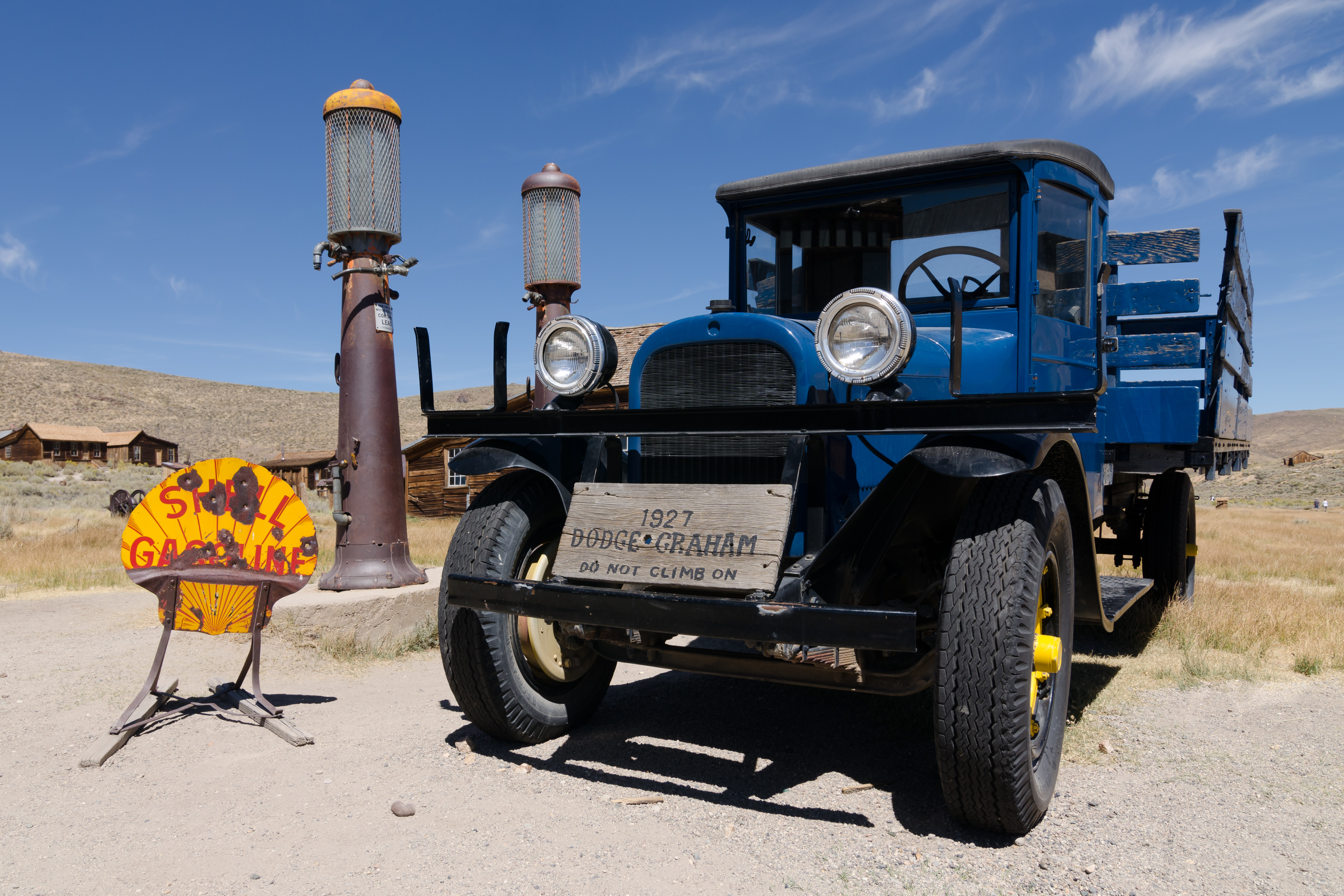
Un dodge-graham de 1927 dans une vieille station-service Shell dans la ville fantôme de Bodie (Californie). Photo datant de septembre 2016

Dans les années 1930, Dodge s'associe aux frères Graham pour produire des véhicules commerciaux. Les camions Graham reposent sur des châssis Dodge et sont vendus dans les concessions du même revendeur. Au milieu des années 1930, Dodge se porte acquéreur de Graham. La tradition de fiabilité des camions est née.

### Seconde Guerre mondiale
L'entreprise participe à l'effort de guerre du complexe militaro-industriel des États-Unis en construisant entre autres des moteurs de bombardiers dans l'usine de moteurs d'avions Dodge-Chicago.
Dodge a totalement reconverti sa production automobile civile entre 1942 et 1945 pour les besoins des alliés en leur fournissant des 4 × 4 et des 6 × 6.
Modèle 4 × 4 : DODGE 3/4 Ton moteur T-214
- WC 51 (weapon carrier), 123 541 exemplaires
- WC 52 (weapon carrier avec treuil), 59 114 exemplaires
- WC 53 (Carryall), 8 400 exemplaires
- WC 54 (Ambulance carrosserie acier), 26 002 exemplaires
- WC 55 (canon auto-porté), 5 380 exemplaires
- WC 56 (command car), 21 156 exemplaires
- WC 57 (command car avec treuil), 6 010 exemplaires
- WC 58 (command car Radio), 2 344 exemplaires
- WC 59 (installation téléphonique), 549 exemplaires
- WC 60 (réparation d'urgence), 296 exemplaires
- WC 61 (installation téléphonique), 58 exemplaires
- WC 64-KD (Ambulance carrosserie acier-bois), 3 500 exemplaires

Modèle 6 × 6 : DODGE 1 1/2 Ton moteur T-223
- WC 62 (weapon carrier 6 × 6), 23 092 exemplaires
- WC 63 (weapon carrier 6 × 6 avec treuil), 20 132 exemplaires

### En Europe
Dodge tente une incursion sans succès sur le marché européen à la fin des années 1970. La marque entreprend de conquérir un public jeune avec des produits aux lignes assez spectaculaires et surtout un rapport prix/prestations attractif qui a réussi à séduire 2 500 clients en France en 2007. Ce chiffre est faible en comparaison avec les 1,5 million unités écoulées aux États-Unis où Dodge a réussi à perdurer contrairement à Plymouth ou De Soto, deux autres marques du groupe Chrysler maintenant disparues. Le constructeur, célèbre pour ses pick-ups allant du simple véhicule de cultivateur au véritable camion, se contente en Europe d’une gamme aux gabarits réduits. Depuis son rachat par Chrysler lui-même racheté par FIAT en 2009, la marque Dodge n'est plus diffusée en Europe à compter du 1er juin 2011.

### Identité visuelle (logo)
|               |
| Logo de 1914. |

|                       |
| Look aéro, 1955–1962. |

|                     |
| Fratzog, 1962–1981. |

|                             |
| Pentastar rouge, 1966–1996. |

|                    |
| Bélier, 1996-2011. |

|                          |
| Logo texturé, 2010–2015. |

|                     |
| Logo de 2016 à 2024 |

|                           |
| Logo actuel, depuis 2025. |

## Liste des modèles

### Anciens modèles
- 330
- 400
- 440
- 50
- 600
- Aries
- Aspen
- Avenger
- Caliber
- Challenger
- Colt[12]
- Conquest
- Coronet
- Dakota
- Dart
- Daytona
- Diplomat
- Dynasty
- Fast Four
- Grand Caravan
- Intrepid
- Journey
- La Femme
- Lancer
- Magnum
- Meadowbrook
- Mini Ram
- Mirada
- Monaco
- Neon
- Nitro
- Omni (idem Talbot Horizon)
- Phoenix
- Polara
- Power Wagon
- RAM
- RAM 100
- RAM 150
- RAM 250
- RAM 350
- RAM SRT-10
- RAM Van
- RAM Wagon
- Ramcharger
- Rampage
- Royal
- Custom Royal
- Series 116
- Shadow
- Spirit
- Sprinter
- SRT-4
- St Regis
- Super Bee
- Stealth [13]
- Stratus
- Tomahawk
- Van
- Viper

### Modèles actuels

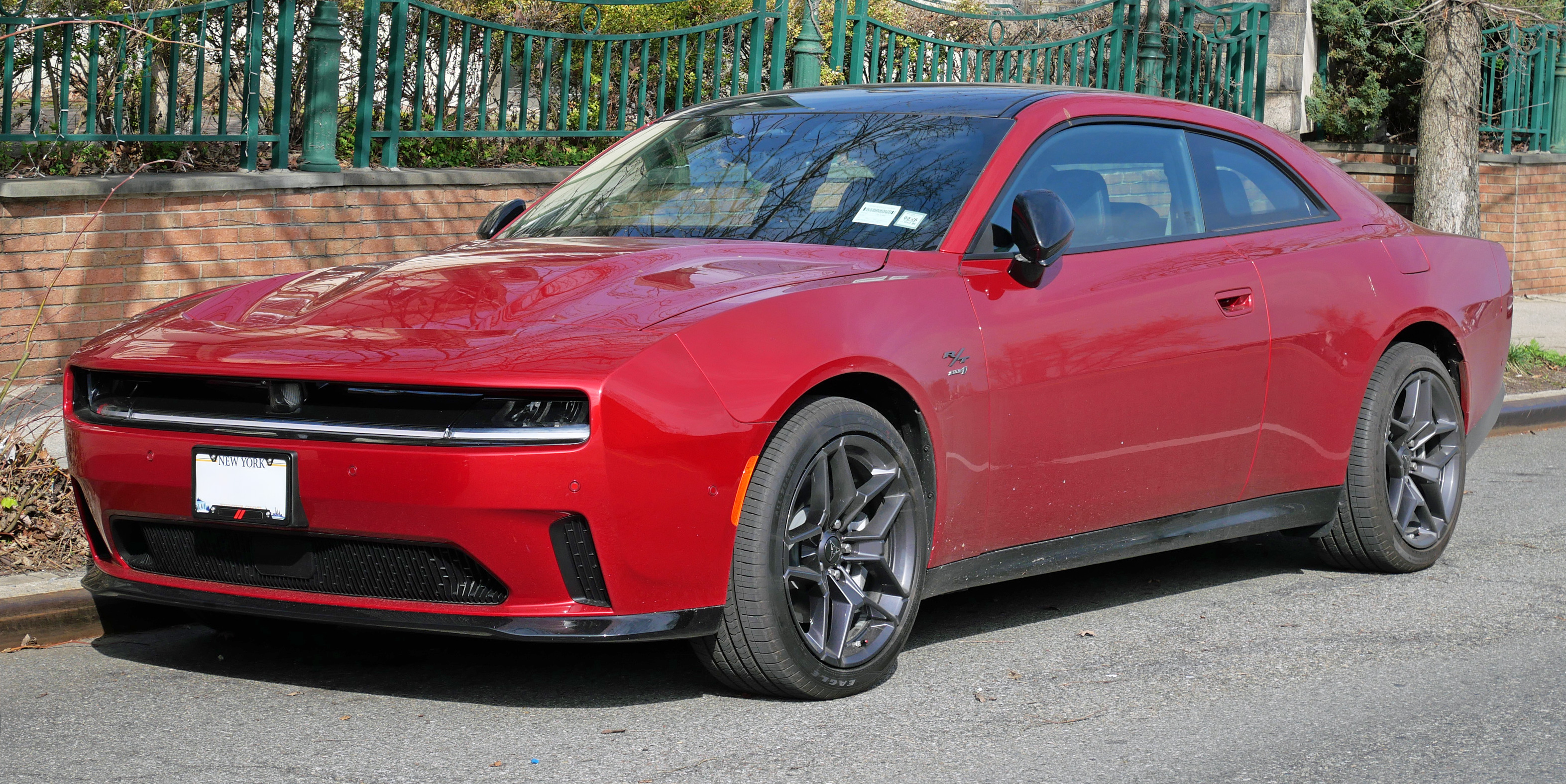
Dodge Charger

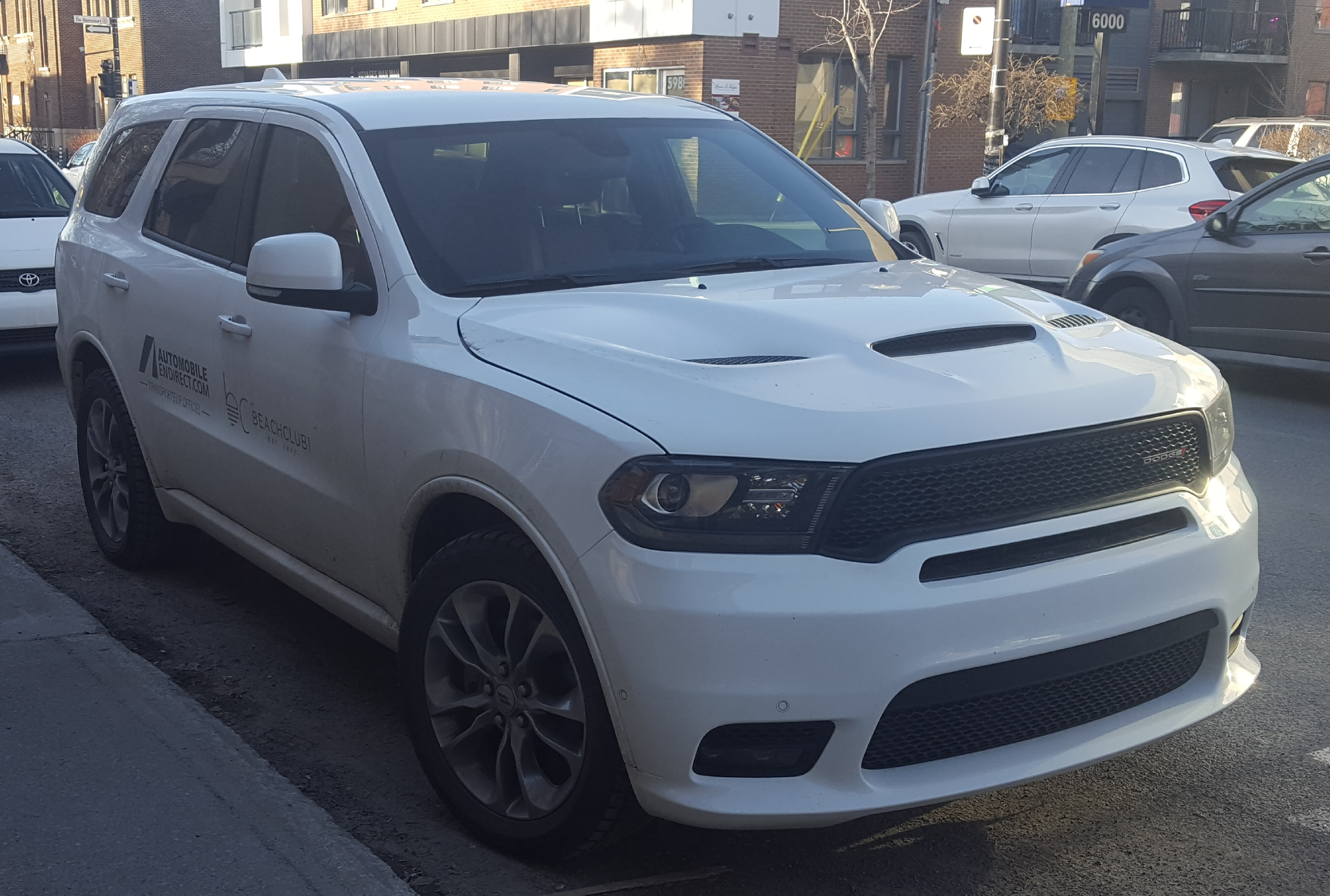
Dodge Durango

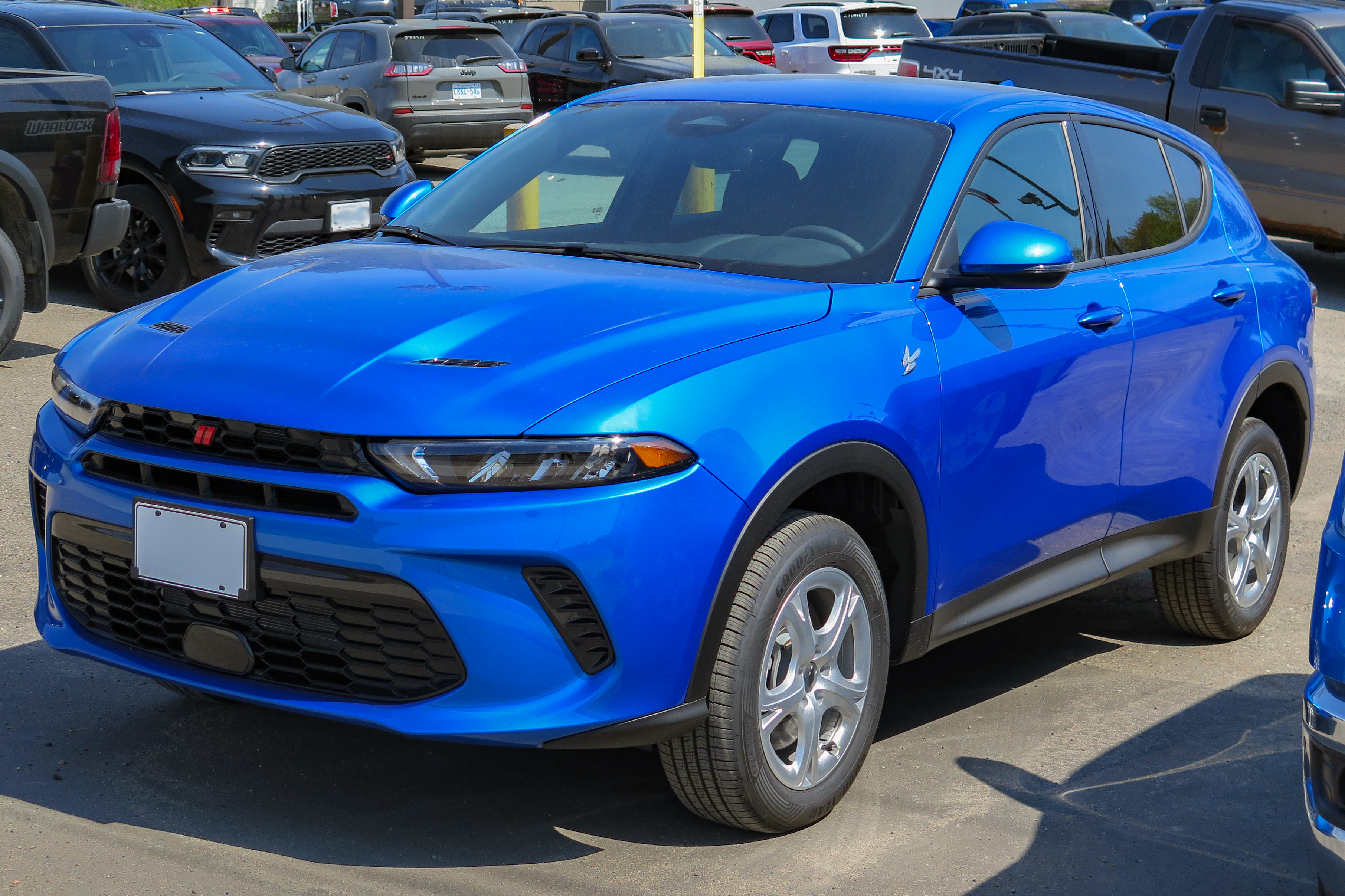
Dodge Hornet

Les images à droite montrent les modèles actuels.

#### Amérique du Nord
- Charger
- Durango
- Hornet

#### Reste du monde (Amérique du Sud, Moyen-Orient)
- Charger
- Durango
- Journey
- Attitude
- Neon 3 (2017)

### Camions

#### T202 - Camion 4 roues motrices 0,5 tonne  (G-505)
- VC-1
- VC-2
- VC-3
- VC-4
- VC-5
- VC-6

#### T203 - Camion 4 roues motrices 0,5 tonne
- VF-401
- VF-402
- VF-403
- VF-404
- VF-405
- VF-406
- VF-407

#### T207 - Camion 4 roues motrices 0,5 tonne (G-505)
- WC-1
- WC-3
- WC-4
- WC-5
- WC-6
- WC-7
- WC-8
- WC-9
- WC-10
- WC-11

#### T211 - Camion 4 roues motrices 0,5 tonne (G-505)
- WC-12
- WC-13
- WC-14
- WC-15
- WC-16
- WC-17
- WC-18
- WC-19
- WC-20

#### T214 - Camion 4 roues motrices 0,75 tonne (G-502)
- WC-51
- WC-52
- WC-53
- WC-54
- WC-55
- WC-56
- WC-57
- WC-58
- WC-59
- WC-60
- WC-61
- WC-62
- WC-63
- WC-64KD

#### T215 - Camion 4 roues motrices 0,5 tonne (G-505)
- WC-21
- WC-22
- WC-23
- WC-24
- WC-25
- WC-26
- WC-27
- WC-40
- WC-41
- WC-42
- WC-43

#### T223 - Camion 6 roues motrices 1,25 tonne
- WC-62
- WC-63

#### T236 - Camion 4 roues motrices 0,75 tonne (fabricationcanadienne)
- D3/4 APT

#### M-37 - Camion 4 roues motrices 0,75 tonne (G-741)
- M-37
- M-42
- M-43
- XM-711B1

#### T137 - Camion 4 roues motrices 1 tonne
- M-601

#### M-880 - Camion 4 roues motrices 1,25 tonne
- M-880
- M-881
- M-882
- M-883
- M-884
- M-885
- M-886
- M-888
- M-890

Variantes 2 roues motrices :
- M-891
- M-892
- M-893
- Travco
- M-Series

#### Poids lourds
- C 900
- NCT 1000
- CT 800
- D 700
- C 700
- CT 900
- Town Panel et Town Wagon

### Concept cars
- V10 Tomahawk
- Deora
- M4S
- Venom
- M80
- Dodge Charger III
- Challenger Scat Pack
- Avenger rally
- Circuit EV
- Kahuna
- Rampage (1980)
- Scooter
- Demon (2007)
- Hornet (2006)
- Sidewinder (1997)
- EPIC (1992) - voiture électrique
- Powerbox (2001)
- Razor (2002)
- Slingshot (2004)[14]
- Copperhead (1997)
- T-Rex (1997)
- Daytona SRT Concept (2022)[15]
- RAM 1500 RBEV (Revolution Battery Electric Vehicle) (2023)[16]